# Святецька волость
Святецька волость — історична адміністративно-територіальна одиниця Кременецького повіту Волинської губернії Російської імперії. Волосний центр — село Святець.
Станом на 1885 рік складалася з 37 поселень об'єднаних у 9 сільських громад. Населення — 6074 особи (2968 чоловічої статі та 3106 — жіночої), 872 дворових господарства.
|                     | Площа, десятин | У тому числі орної, дес. |
| ------------------- | -------------- | ------------------------ |
| Сільських громад    | 6064           | 5513                     |
| Приватної власності | 5413           | 3794                     |
| Казенної власності  | 8              | —                        |
| Іншої власності     | 368            | 301                      |
| Загалом             | 11877          | 9638                     |

Основні поселення волості:
- Святець — колишнє власницьке село при річці Колин за 60 верст від повітового міста, 2050 осіб, 299 дворів, 3 православні церкви, 2 каплиці, школа, 2 постоялих двори, 2 постоялих будинки, лавка, вітряний млин, винокурний завод.
- Воронівці — колишнє власницьке село при річці Жерті, 510 осіб, 67 дворів, православна церква, постоялий будинок.
- Габрилівка (Гаврилівка) — колишнє власницьке село при річці Лежань, 770 осіб, 106 дворів, 2 православні церкви, католицька каплиця, постоялий будинок.
- Довгалівка — колишнє власницьке село при річці Колин, 856 осіб, 61 двір, православна церква, постоялий будинок.
- Ільківці — колишнє власницьке село при річці Жерті, 355 осіб, 51 двір, православна церква.
- Москалівка — колишнє власницьке село при річці Колин, 342 особи, 51 двір, православна церква, постоялий будинок.
- Немиринці — колишнє власницьке сел при річці Жерті, 320 осіб, 46 дворів, православна церква, постоялий будинок.
- Погорільці — колишнє власницьке село при річці Невкі, 125 осіб, 60 дворів, православна церква, постоялий будинок.

## Волость після 1921 року
18 березня 1921 року, після підписання мирної угоди («Ризький мир») між РРФСР і УСРР, з одного боку, та Польщею — з другого, був прокладений новий державний кордон, який поділив Волинську губернію на дві частини — до Польщі відійшли 6 повітів губернії, а також більшість волостей Кременецького повіту, більша частина Святецької волості (за винятком сіл Гриньки, Козачки, Осняки, що опинилися з польського боку кордону), відійшли до Старокостянтинівського повіту УСРР.